# Federico Bolognesi Bolognesi
Federico Roberto Bolognesi Bolognesi (Callao, 7 de junio de 1892 - Lima, 4 de septiembre de 1958) fue un comerciante, empresario y político peruano. Impulsó la industria y la agricultura en el departamento de Piura. Fue Senador por Piura y Segundo Vicepresidente de la República del Perú entre 1950 y 1956.

## Biografía
Hijo de Enrique Federico Bolognesi Medrano y Ana Bolognesi Coloma, que eran primos-hermanos. Nieto del héroe de Arica, Francisco Bolognesi. 
Inició sus estudios en el Colegio Sagrados Corazones Recoleta de Lima y, trasladado a Piura, los terminó en el Colegio Nacional de San Miguel. 
Desde 1908 se dedicó al comercio y contribuyó al desarrollo de la industria y la agricultura en el departamento de Piura. En Paita ejerció como cónsul de Francia (1925) y Panamá (1929). 
Fue presidente de la Sociedad de Beneficencia Pública de Piura (1930-1931), miembro de la Comisión de Irrigación (1934) e impulsor de una sociedad mercantil promotora de los negocios de la región. 
Elegido senador por Piura (1939-1945), bajo el primer gobierno de Manuel Prado Ugarteche, fue nombrado segundo vicepresidente del Senado (1939-1940). Posteriormente fue elegido segundo vicepresidente de la República, en el gobierno del general Manuel Odría (1950-1956). El primer vicepresidente era Héctor Boza, aunque este nunca fue llamado a ocupar el mando durante las ausencias de Odría en el exterior, ya que en ese entonces se consideraba que el mandatario conservaba su investidura aún durante su ausencia. 
Estuvo casado con María Loret de Mola Escobar, fallecida en 1975.